# Georgische landmacht
De Georgische landmacht (Georgisch:საქართველოს სახმელეთო ძალები, Sakartvelos Sachmeleto Dzalebi) is de landcomponent van de Georgische krijgsmacht. Het is de grootste afdeling binnen het krijgsmacht. Het leger bestaat uit 37.000 actieve militairen die onder bevel staan van Kolonel Iveri Subeliani. Het hoofdkwartier van het leger bevindt zich in Tbilisi.

## Geschiedenis
Na het uiteenvallen van de Sovjet-Unie had Georgië vrijwel geen leger. Samen met de Nationale Garde vormde de Georgische landmacht de kern van de krijgsmacht. De meeste infanterie-brigades bestonden uit de systemen van de oude Sovjet-formaties.

## Uitrusting
De Georgische landmacht is uitgerust met een breed scala aan apparatuur. Ondanks de talloze materiële verliezen die geleden zijn tijdens de Russisch-Georgische Oorlog, behield de Georgische leger toch de meeste van haar apparatuur intact. De Georgische landmacht is uitgerust met een grote hoeveelheid artillerie en luchtafweergeschut.

### Gepantserde voertuigen
| Voertuig                         | Foto          | Herkomst                               | Hoeveelheid   | Extra |
| Gevechtstanks                    | Gevechtstanks | Gevechtstanks                          | Gevechtstanks | Gevechtstanks |
| -------------------------------- | ------------- | -------------------------------------- | ------------- | --- |
| T-84 Oplot-M                     |               | Oekraïne                               | 12+           | |
| T-72 SIM1                        |               | Tsjechië Polen Oekraïne Georgië Israël | 245           | Sterk Gemoderniseerde T-72B met onder andere: -Verbeterde vuurleiding vuurleiding met Infraroodcamera en Laserafstandsmeter (PT-91 Twardy,Polen) -Verbeterd pantser en K5 ERA-dozen (Georgië/Israël) -Anti-Projectiel Tegenmaatregelen (Israël) -FALCON command and control system (Israël) -Vriend of vijand herkenningsysteem (Israël) -GPS -... |
| Infanteriegevechtsvoertuigen     |               |                                        |               | |
| Lazika                           |               | Georgië                                | N/A           | |
| BMP-1U/BMP-1P                    |               | Sovjet-Unie Oekraïne                   | 80+           | |
| BMP-2                            |               | Sovjet-Unie                            | 120+          | |
| Pantserwagens                    |               |                                        |               | |
| Didgori-1 Didgori-2 Didgori-3    |               | Georgië                                | 400+          | Meer voertuigen besteld. -Hoofdbewapening: NSV machinegeweer of M134 minigun -Kan ook worden uitgerust met anti-tank systemen en snelvuurkanonnen. -verkennigsvoertuig hoofdbewapening:Op afstand bedienbare wapensysteem. (Rafael Overhead Weapon Station)                                                                                        |
| Wolf Armoured Vehicle            |               | Israël                                 | 50+           | Uitgerust met een machinegeweer of granaatwerper |
| Nurol Ejder                      |               | Turkije                                | 210+          | Meer voertuigen besteld. Uitgerust met een op afstandsbedienbare Automatische Granaatwerper(CIS 40 AGL). |
| BTR-80                           |               | Sovjet-Unie Oekraïne                   | 75+           | |
| BTR-70DI                         |               | Sovjet-Unie Oekraïne                   | 45+           | Gemoderniseerd tot BTR-70DI |
| MRAP's                           |               |                                        |               | |
| TAAV                             |               | Georgië                                | N/A (15+)     | Meer voertuigen besteld. Hoofdbewapening: Op afstand bedienbare wapensysteem (Rafael Overhead Weapon Station) secondair: twee machinegeweren aan de achterkant van het voertuig. |
| Cougar HE                        |               | Verenigde Staten                       | N/A (10+)     | |
| Gepantserde personeelsvoertuigen |               |                                        |               | |
| Humvee                           |               | Verenigde Staten                       | 120+          | |
| VAB VBL                          |               | Frankrijk                              | 200+          | |
| Otokar Cobra Otokar Akrep        |               | Turkije                                | 550+          | Variant 1: Uitgerust met een op afstand bedienbare Machinegeweer (Rafael Overhead Weapon Station.) Variant 2: Uitgerust met een op afstand bedienbare automatische granaatwerper(CIS 40 AGL) beide varianten kunnen uitgerust worden met anti-tank systemen                                                                                        |
| BRDM-2                           |               | Sovjet-Unie                            | 17            | alle BRDM-2's worden gemoderniseerd door DELTA |
| MT-LB                            |               | Sovjet-Unie                            | 153+          | |
| DELGA-1                          |               | Georgië                                | N/A           | Deels Geheim.wordt gebruikt door speciale eenheden. 4×4 en 6×6 varianten,kunnen uitgerust worden met twee machinegeweren, anti-tank systemen en automatische granaatwerpers. |

### Artillerie
| Artilleriestuk                       | Foto  | Herkomst                        | Kaliber  | Hoeveelheid | Extra                                                                                                |
| MLR's                                | MLR's | MLR's                           | MLR's    | MLR's       | MLR's                                                                                                |
| ------------------------------------ | ----- | ------------------------------- | -------- | ----------- | --- |
| BM-30 Smerch                         |       | Sovjet-Unie                     | 300 mm   | 6           | Bereik: 90 km                                                                                        |
| M-87 Orkan                           |       | Joegoslavië                     | 262 mm   | 4           | Bereik: 65 km                                                                                        |
| IMI LAR-160                          |       | Israël                          | 160 mm   | 32          | Bereik: 45 km Afgevuurd van IMI Lynx lanceerplatform                                                 |
| ZCRS-122                             |       | Georgië                         | 122 mm   | 50+         | Bereik: 40+km                                                                                        |
| BM-21 IMI Grad-LAR RM-70 M-63 Plamen |       | Rusland Israël Tsjechië Kroatië | 122 mm   | 195         | Bereik: 20 km-40 km                                                                                  |
| Gemechaniseerde artillerie           |       |                                 |          |             | |
| 2S19 Msta                            |       | Rusland                         | 152 mm   | 3+          | |
| SpGH DANA                            |       | Slowakije                       | 152 mm   | 47+         | |
| 2S3 Akatsiya                         |       | Sovjet-Unie                     | 152 mm   | 26+         | |
| 2S1 Gvozdika                         |       | Sovjet-Unie Oekraïne            | 122mm    | 30+         | |
| 2S7 Pion                             |       | Sovjet-Unie Oekraïne            | 203 mm   | 12          | |
| Houwitsers                           |       |                                 |          |             | |
| D-48                                 |       | Sovjet-Unie                     | 85 mm    | N/A         | |
| 2A18 (D-30)                          |       | Sovjet-Unie                     | 122 mm   | 120         | |
| M1955 (D-20)                         |       | Sovjet-Unie                     | 152 mm   | N/A         | |
| 2A65 Msta-B                          |       | Sovjet-Unie                     | 152 mm   | 18          | |
| 2A36 "Giatsint-B"                    |       | Sovjet-Unie                     | 152 mm   | 12          | |
| Anti-tank                            |       |                                 |          |             | |
| MT-12                                |       | Sovjet-Unie                     | 100 mm   | 50          | |
| SPG-9                                |       | Sovjet-Unie                     | 73 mm    | N/A         | |
| 120 mm mortieren                     |       |                                 |          |             | |
| 2B11 Sani                            |       | Sovjet-Unie Georgië             | 120 mm   | 1100+       | Bereik van 7,1 km Geproduceerd in Georgië                                                            |
| Soltam K6/M120                       |       | Israël                          | 120 mm   | 40+         | |
| 80 mm mortieren                      |       |                                 |          |             | |
| 2B14 Podnos                          |       | Sovjet-Unie Georgië             | 82 mm    | N/A         | Bereik van 4 km Crew: 4 Geproduceerd in Georgië                                                      |
| 2B9 Vasilek                          |       | Sovjet-Unie                     | 82 mm    | N/A         | |
| Handmortieren                        |       |                                 |          |             | |
| Mkudro                               |       | Georgië                         | 40–82 mm | N/A         | Stille handmortier die 40 mm,60 mm en 82 mm projectielen kan afvuren. Crew:1 Geproduceerd in Georgië |

### Anti Tank Systemen
| Wapen                                          | Foto | Herkomst               | Hoeveelheid                                | Extra                                                                                            |
| ---------------------------------------------- | ---- | ---------------------- | ------------------------------------------ | ------------------------------------------------------------------------------------------------ |
| Anti-Tank Mijnen                               |      |                        |                                            |                                                                                                  |
| RD-7                                           |      | Georgië                |                                            |                                                                                                  |
| Granaatwerpers (Anti-Tank)                     |      |                        |                                            |                                                                                                  |
| PDM-1                                          |      | Georgië                |                                            | anti-fortificatie granaatwerper                                                                  |
| RPGL-7G                                        |      | Georgië                |                                            | Sterk gemoderniseerde Georgische variant -lichtgewicht -duurzamer -hogere penetratie waarde -... |
| RPO-A Shmel-M RPG-28 RPG-26 RPG-22 RPG-18      |      | Georgië                |                                            |                                                                                                  |
| SPG-9 recoilless rifle                         |      | Sovjet-Unie            |                                            |                                                                                                  |
| AT-4                                           |      | Verenigde Staten       |                                            | Gebruik in Afghanistan en speciale eenheden                                                      |
| Anti-Tank Raketten                             |      |                        |                                            |                                                                                                  |
| FGM-148 Javelin                                |      | Verenigde Staten       | ~100 lanceerplatformen 250+ raketten       | In gebruik: -in Afghanistan -Speciale eenheden -Elite anti-tank eenheden                         |
| Shershen                                       |      | Oekraïne Wit-Rusland   | 450 lanceerplatformen 2000+ (skif)raketten | -uitgerust op voertuigen -anti-tank eenheden                                                     |
| 9K115-2 Metis-M                                |      | Oekraïne               | 400 lanceerplatformen 1500 raketten        | -uitgerust op voertuigen -anti-tank eenheden                                                     |
| 9K114 Shturm-M                                 |      | Sovjet-Unie Kazachstan | 758 raketten                               | Uitgerust op aanvalshelikopters                                                                  |
| 9K111 Fagot: 9M111M Faktoriya 9M113M Konkurs-M |      | Sovjet-Unie            | 750 lanceerplatformen 3000+ raketten       | -uitgerust op voertuigen -anti-tank eenheden                                                     |
| Tank munitie (Anti-Tank)                       |      |                        |                                            |                                                                                                  |
| Kombat (ATGM)                                  |      | Oekraïne               |                                            | afgevuurd door moderne T-72 tanks                                                                |
| 9M119 Svir                                     |      | Sovjet-Unie            |                                            | Afgevuurd door moderne T-72 tanks                                                                |

### Helikopters en UAV's
| Voertuig                               | Foto                | Herkomst            | Hoeveelheid         | Extra                                          |                     |                     |
| Gevechtshelikopters                    | Gevechtshelikopters | Gevechtshelikopters | Gevechtshelikopters | Gevechtshelikopters                            | Gevechtshelikopters | Gevechtshelikopters |
| -------------------------------------- | ------------------- | ------------------- | ------------------- | ---------------------------------------------- | ------------------- | ------------------- |
| Mil Mi-35M 'Hind'                      |                     | Oekraïne            | 1                   |                                                |                     |                     |
| Mi-24V 'Hind-E' Mi-24P 'Hind-F'        |                     | Oekraïne            | 40+                 | Zal worden vervangen door Westerse helikopters |                     |                     |
| Transporthelikopters                   |                     |                     |                     |                                                |                     |                     |
| Eurocopter Super Puma                  |                     | Frankrijk           | 4                   |                                                |                     |                     |
| Mil Mi-8T 'Hip-C' Mil Mi-17            |                     | Sovjet-Unie Georgië | 16 5-10             | Mil MI-8 helikopters ondergaan modernisatie    |                     |                     |
| Mil Mi-14PS 'Haze-C'                   |                     | Sovjet-Unie         | 18                  |                                                |                     |                     |
| Sikorsky UH-60 Black Hawk              |                     | Verenigde Staten    | 15+                 |                                                |                     |                     |
| Bell UH-1H Iroquois Bell 212 Twin Huey |                     | Verenigde Staten    | 40+ 6+              |                                                |                     |                     |
| Mil Mi-2                               |                     | Sovjet-Unie         | 2                   |                                                |                     |                     |
| UAV's                                  |                     |                     |                     |                                                |                     |                     |
| Elbit Hermes 450                       |                     | Israël              | N/A(40-65)          |                                                |                     |                     |
| Aerostar                               |                     | Israël              | N/A                 |                                                |                     |                     |
| Elbit Skylark                          |                     | Israël              | N/A                 |                                                |                     |                     |
| Unmanned Aerial System                 |                     | Georgië             | N/A                 |                                                |                     |                     |

### Luchtafweer
| Voertuig                              | Foto                  | Herkomst              | Hoeveelheid                  | Extra                                    |                       |                       |
| Luchtafweerartillerie                 | Luchtafweerartillerie | Luchtafweerartillerie | Luchtafweerartillerie        | Luchtafweerartillerie                    | Luchtafweerartillerie | Luchtafweerartillerie |
| ------------------------------------- | --------------------- | --------------------- | ---------------------------- | ---------------------------------------- | --------------------- | --------------------- |
| ZU-23-2                               |                       | Sovjet-Unie           | N/A                          |                                          |                       |                       |
| ZSU-23-4                              |                       | Sovjet-Unie           | 35+                          |                                          |                       |                       |
| AZP S-60                              |                       | Sovjet-Unie           | 15                           |                                          |                       |                       |
| Luchtafweerraketten                   |                       |                       |                              |                                          |                       |                       |
| Strela-2M Strela-3                    |                       | Sovjet-Unie           | 400+ lanceerplatformen       | 1000+ raketten                           |                       |                       |
| 9K38 Igla                             |                       | Sovjet-Unie           | 1300+ lanceerplatformen      | 4200+ raketten                           |                       |                       |
| Grom                                  |                       | Polen                 | 30+ lanceerplatformen        | 100+ Raketten                            |                       |                       |
| FIM-92 Stinger                        |                       | Verenigde Staten      | 100+ lanceerplatformen       | 400+ raketten                            |                       |                       |
| Gemechaniseerde luchtafweerartillerie |                       |                       |                              |                                          |                       |                       |
| SPYDER-SR/MR                          |                       | Israël                | 18-24 (3-4 batterijen;6 elk) | Python-5 Bereik:15 km Derby Bereik:35 km |                       |                       |
| Tor luchtafweer system                |                       | Sovjet-Unie           | 20                           |                                          |                       |                       |
| Buk-M1                                |                       | Oekraïne              | 15                           |                                          |                       |                       |
| S-125                                 |                       | Sovjet-Unie           | 38                           |                                          |                       |                       |
| Osa-AKM                               |                       | Sovjet-Unie           | 48                           |                                          |                       |                       |
| 9K35 Strela-10                        |                       | Sovjet-Unie           | 12                           |                                          |                       |                       |
| Radars                                |                       |                       |                              |                                          |                       |                       |
| Kolchuga passive sensor               |                       | Oekraïne              | 4                            |                                          |                       |                       |
| P-18 radar                            |                       | Sovjet-Unie           |                              |                                          |                       |                       |
| 36D6-M                                |                       | Oekraïne              |                              |                                          |                       |                       |
| ST-68U(19zh6)                         |                       | Oekraïne              |                              |                                          |                       |                       |
| 1L117                                 |                       | Oekraïne              |                              |                                          |                       |                       |

### Aanvalsgeweren
| Wapen                             | Foto | Herkomst                 | Extra |
| --------------------------------- | ---- | ------------------------ | --- |
| Aanvalsgeweren                    |      |                          | |
| M4A1 M4A3 G5 carbine              |      | Verenigde Staten Georgië | Standaard wapen voor beroepssoldaten -G5 Carbine: Georgische analoog van de M4A1 met het mechanisme van de H&K 416                                                                 |
| AK-74/AK-74M                      |      | Sovjet-Unie              | Standaard wapen voor reservisten |
| Aanvalsgeweer (speciale eenheden) |      |                          | |
| IMI Tavor TAR-21                  |      | Israël                   | Standaard wapen voor elite en speciale eenheden -GTAR-21: Uitgerust met M203 Granaatwerper -CTAR-21: Compacte versie van de TAR-21. - STAR-21: Sluipschutter versie van de TAR-21. |
| Heckler & Koch G36                |      | Duitsland                | Aanvalsgeweer voor Speciale eenheden |
| Heckler & Koch HK416              |      | Duitsland                | Aanvalsgeweer voor Speciale eenheden |
| SIG SG516                         |      | Zwitserland              | Aanvalsgeweer voor Speciale eenheden |
| FN SCAR                           |      | België                   | Aanvalsgeweer voor Speciale eenheden |
| IMI Micro Galil                   |      | Israël                   | Aanvalsgeweer voor Speciale eenheden |
| AS Val                            |      | Sovjet-Unie              | Stille Aanvalsgeweer voor speciale eenheden |

### Machinegeweren
| Wapen                     | Foto | Herkomst         | Extra                                                        |
| ------------------------- | ---- | ---------------- | ------------------------------------------------------------ |
| Lichte machinegeweren     |      |                  |                                                              |
| IMI Negev                 |      | Israël           | Standaard licht machinegeweer voor alle eenheden             |
| MG36                      |      | Duitsland        | Licht machinegeweer voor speciale eenheden                   |
| Universele machinegeweren |      |                  |                                                              |
| PKM                       |      | Sovjet-Unie      | Standaard Universeel machinegeweer Gemoderniseerde varianten |
| Zware machinegeweren      |      |                  |                                                              |
| NSV DShK/DShKM            |      | Sovjet-Unie      | Standaard zwaar machinegeweer                                |
| Browning M2               |      | Verenigde Staten | Alternatief zwaar machinegeweer                              |
| M134                      |      | Verenigde Staten | Minigun                                                      |

### Machinepistolen
| Wapen                   | Foto | Herkomst  | Extra                      |
| ----------------------- | ---- | --------- | -------------------------- |
| SMG's                   |      |           |                            |
| Gorda SCH-21            |      | Georgië   | Elite en speciale eenheden |
| IMI Micro tavor MTAR-21 |      | Israël    | Elite en speciale eenheden |
| Heckler & Koch MP5      |      | Duitsland | Elite en speciale eenheden |
| Heckler & Koch UMP      |      | Duitsland | Elite en speciale eenheden |
| PDW's                   |      |           |                            |
| FN P90                  |      | België    | Elite en speciale eenheden |

### Granaten
| Wapen                                    | Foto | Herkomst                     | Extra                                                                                        |
| ---------------------------------------- | ---- | ---------------------------- | -------------------------------------------------------------------------------------------- |
| Granaatwerpers                           |      |                              |                                                                                              |
| RGS-50M                                  |      | Georgië                      | "Stand-alone" Granaatwerper                                                                  |
| CIS 40 AGL                               |      | Singapore                    | Automatische granaatwerper Kan worden geplaatst op Georgische Otokar Cobra's en Nurol Ejders |
| AGS-17                                   |      | Sovjet-Unie                  | Automatische granaatwerper                                                                   |
| Milkor MGL                               |      | Zuid-Afrika                  | Revolver type granaatwerper                                                                  |
| GP-25 AG-40                              |      | Georgië Sovjet-Unie Roemenië | Granaatwerper (Ak-74/Ak-74M)                                                                 |
| AG36                                     |      | Duitsland                    | Granaatwerper(G36)                                                                           |
| M203                                     |      | Verenigde Staten             | Granaatwerper(M4/G5/TAR-21)                                                                  |
| Granaten                                 |      |                              |                                                                                              |
| RGO handgranaat RGN handgranaat RGD-5 F1 |      | Sovjet-Unie Georgië          | Verdedigingsgranaat Aanvalsgranaat Fragmentatiegranaat                                       |
| M84                                      |      | Verenigde Staten             | Flashbang                                                                                    |

### Scherpschuttersgeweren
| Wapen                                             | Foto | Herkomst         | Extra |
| ------------------------------------------------- | ---- | ---------------- | --- |
| Scherpschuttersgeweren (Standard Kaliber)         |      |                  | |
| Desert Tactical Arms Stealth Recon Scout          |      | Verenigde Staten | Scherpschutters en Speciale eenheden |
| M24 Sniper Weapon System                          |      | Verenigde Staten | scherpschutters |
| Sako TRG-22/42 rifle                              |      | Finland          | Scherpschutters en Speciale eenheden |
| Scherpschuttersgeweren (meerdere kalibers)        |      |                  | |
| PDSHP PDSHP-12.7 PDSHP-14.5 Compact PDSHP-7.62    |      | Georgië          | Sluipschuttersgeweren voor alle eenheden: PDSHP-12.7:groot kaliber met groot bereik PDSHP-14.5:groot kaliber met korter bereik PDSHP-7.62: standaard kaliber |
| McMillan Tac-50 McMillan Tac-308 McMillan Tac-338 |      | Verenigde Staten | Speciale eenheden |
| Scherpschuttersgeweren (groot kaliber)            |      |                  | |
| Barrett M95                                       |      | Verenigde Staten | Standaard wapen voor scherpschutters (groot kaliber) |
| Zastava M93 Black Arrow                           |      | Servië           | Speciale eenheden |
| Semiautomatische scherpschuttersgeweren           |      |                  | |
| Barrett M82A1                                     |      | Verenigde Staten | Standaard wapen voor Scherpschutters (Semi-automatisch) |
| VSS Vintorez                                      |      | Sovjet-Unie      | speciale eenheden (ingebouwde geluidsdemper) |
| Sluipschuttersgeweren                             |      |                  | |
| IMI Galil Galatz                                  |      | Israël           | Standaard sluipschuttersgeweer |

### Shotgun
| Shotgun    |  |        |                   |
| Benelli M4 |  | Italië | Standaard Shotgun |

### Pistolen
| Wapen                                | Foto | Herkomst              | Extra                                                |
| ------------------------------------ | ---- | --------------------- | ---------------------------------------------------- |
| Pistool: 9 mm                        |      |                       |                                                      |
| P-9                                  |      | Georgië               | Geproduceerd in Georgië In gebruik bij alle eenheden |
| Glock 21 Glock 17                    |      | Oostenrijk            | alle eenheden                                        |
| Jericho 941 Bul Cherokee SP-21 Barak |      | Israël                | speciale eenheden                                    |
| SIG-Sauer P226                       |      | Zwitserland Duitsland | Speciale eenheden                                    |
| CZ-75                                |      | Tsjechië              | Speciale eenheden                                    |
| Pistool: .45 ACP                     |      |                       |                                                      |
| H&K USP.45                           |      | Duitsland             | Speciale eenheden                                    |
| Pistool: 5,7 mm                      |      |                       |                                                      |
| FN Five seveN                        |      | België                | Speciale eenheden                                    |